# FTSE 100
Индексът FTSE 100 (на английски: Financial Times Stock Exchange Index, неофициално Footsie) е основен индекс на Лондонската фондова борса. Този индекс се изчислява от независимата компания FTSE Group, която е съвместна собственост на Financial Times и Лондонската фондова борса.
На 3 януари 1984 г. изчислението на индекса достига базово ниво от 1000 пункта, а на 30 декември 1999 г. достига своята рекордна стойност от 6950,6 пункта.

## Индексни компоненти
През септември 2021 г. секторът на промишлените стоки и услуги е най-голям в индекса с тежест от 11,5%, на второ място е финансовият сектор с 11,3%, а секторът на здравеопазването е на трето място с 9,9%. 10-те най-големи компании имат обща тежест от 41% в общата пазарна капитализация на всички участници в индекса.

## Критерии за подбор
Компаниите, чиито акции са включени в изчисляването на индекса FTSE 100, трябва да отговарят на условията, определени от FTSE Group:
- да бъдат в списък на Лондонската фондова борса,
- стойността на акциите от индекса FTSE 100 трябва да бъде изразена в британски лири или евро,
- да преминат тест за принадлежност към определена държава,
- акциите трябва да са в свободно обръщение и високоликвидни.

Индексът се преразглежда на тримесечие, през първия петък на март, юни, септември и декември.